# Søborg Slot
För andra betydelser, se Søborg.

Søborg Slot är en borgruin på Nordsjälland nära Kattegatt omkring 20 kilometer väster om Helsingör.
Redan på Valdemar den stores tid (1154–1182) var den omtalad. Den begagnades även som statsfängelse, till exempel för biskop Valdemar av Slesvig (1198–1206) och ärkebiskop Jens Grand (1294–1295), men förstördes under Grevefejden (1534–1536). Ruinerna blev delvis utgrävda 1850 av Fredrik VII.
Kring borgen uppväxte staden Søborg (omtalad 1270), men den försvann kort efter borgens förstörelse. Inom Søborgs socken ligger även Nakkehoveds fyr. Den forna Søborg Sø torrlades 1873–1887 och lämnade plats för Søborggård och flera andra egendomar.